# Laksamana
Laksamana is een bestuurslaag in het regentschap Siak van de provincie Riau, Indonesië. Laksamana telt 1044 inwoners (volkstelling 2010).